# Камас (Вашингтон)
Камас (англ. Camas) — місто (англ. city) в США, в окрузі Кларк штату Вашингтон. Населення — 26 065 осіб (2020).

## Географія
Камас розташований за координатами 45°36′20″ пн. ш. 122°25′52″ зх. д. / 45.60556° пн. ш. 122.43111° зх. д. (45.605660, -122.431169).  За даними Бюро перепису населення США в 2010 році місто мало площу 39,50 км², з яких 34,93 км² — суходіл та 4,57 км² — водойми.

## Демографія
Згідно з переписом 2010 року, у місті мешкало 19 355 осіб у 6619 домогосподарствах у складі 5241 родини. Густота населення становила 490 осіб/км².  Було 7072 помешкання (179/км²).
Расовий склад населення:
| - 87,4 % — білих - 6,0 % — азіатів - 1,0 % — чорних або афроамериканців - 0,6 % — корінних американців - 0,2 % — вихідців з тихоокеанських островів - 1,2 % — осіб інших рас |

До двох чи більше рас належало 3,6 %. Частка іспаномовних становила 4,1 % від усіх жителів.
За віковим діапазоном населення розподілялося таким чином: 31,1 % — особи молодші 18 років, 60,2 % — особи у віці 18—64 років, 8,7 % — особи у віці 65 років та старші. Медіана віку мешканця становила 36,9 року. На 100 осіб жіночої статі у місті припадало 98,4 чоловіків;  на 100 жінок у віці від 18 років та старших — 96,2 чоловіків також старших 18 років.
Середній дохід на одне домашнє господарство  становив 114 435 доларів США (медіана — 90 136), а середній дохід на одну сім'ю — 122 213 долари (медіана — 99 934). Медіана доходів становила 80 079 доларів для чоловіків та 49 539 доларів для жінок. За межею бідності перебувало 3,7 % осіб, у тому числі 2,8 % дітей у віці до 18 років та 3,1 % осіб у віці 65 років та старших.
Цивільне працевлаштоване населення становило 9816 осіб. Основні галузі зайнятості: освіта, охорона здоров'я та соціальна допомога — 20,8 %, виробництво — 15,3 %, науковці, спеціалісти, менеджери — 10,7 %, роздрібна торгівля — 10,6 %.